# Pallemjaure (Jokkmokks socken, Lappland)
Pallemjaure är en sjö i Jokkmokks kommun i Lappland och ingår i Råneälvens huvudavrinningsområde.